# Док Помус
Док Помус (англ. Doc Pomus, наст. имя: Jerome Solon Felder; 27 июня 1925 — 14 марта 1991) — американский блюзовый певец и музыкант.
Наиболее известен как поэт-песенник, написавший множество рок-н-ролльных хитов 1960-х годов в соавторстве с композитором Мортом Шуманом.
В 1992 году Помус был принят в Зал славы рок-н-ролла (в категории «Неисполнители»). Также в 1992 году он был принят в Зал славы авторов песен,, а в 2012 году — в Зал славы блюза